# 2018年の競輪
2018年の競輪（2018ねんのけいりん）では、2018年（平成30年）の競輪関連の記述と、GP・GI・GII・GIIIを中心としたレースの優勝者及び、獲得賞金ランキング30位までの選手等をまとめる。
2017年の競輪 - 2018年の競輪 - 2019年の競輪

## できごと
広報活動、記録、人事、実施（開始）・終了、その他事象

### 1月
- 09日 - 【実施】 宇都宮競輪場で、ミッドナイト競輪を今年3月から開始（全国13場目）することを発表[1]。 → 3月3日

- 23日 - 【実施】 別府競輪場で、ナイター競輪（「べっぷ湧くわくナイトレース」）を開始[2]（全国17場目[3]）。

- 22日 - 【記録】 西川親幸（熊本・57期、S1）が、小倉FI・S級決勝を、52歳4か月22日で制覇。S級最年長優勝記録を更新した（従来は2014年9月7日、萩原操の51歳1か月9日）[4]。

- 25日 - 【実施】 平成30年度グレードレース概定番組（勝ち上がり方式）において、高松宮記念杯と競輪祭における変更が発表された[5][6][7][8]。

- 31日 - 【人事】 日本名輪会が、新規会員として小橋正義（新潟・59期）、宮本義春（熊本・期前）、藤巻昇（北海道・22期）、荒木実（京都・23期）、伊藤豊明（愛媛・41期）の5名が2月1日付で入会すると発表[9][10]。 → 3月1日

### 2月
- 13日 - 【実施】 別府競輪場で、ミッドナイト競輪を開始（全国12場目、九州では4場目）[11]。

- 23日 - 【記録】 小田原FII2日目・第10Rで、三連単の配当が367万7320円となった（487/504人気）。同競輪場においては歴代2位で、全国でも5位の三連単高額配当[12][13][14][15]。

### 3月
- 01日 - 【人事】 日本名輪会が、新規会員として後閑信一（東京・65期）が3月1日付で入会すると発表[16]。 → 1月31日

- 01日 - 【記録】 オランダのアペルドールンで実施された世界選手権自転車競技大会トラックレース（UCIトラック世界選手権大会）の男子ケイリンで、河端朋之（岡山・95期、S1）が銀メダルを獲得。同大会・同種目での表彰台は、1993年・銅メダルの吉岡稔真以来25年ぶり[17][18]。

- 01日 - 【終了】【広報】 全国競輪施行者協議会の「月報」（1952年2月創刊）が、この日発行のNo.778号をもって廃刊[19]。

- 03日 - 【実施】 宇都宮競輪場で、ミッドナイト競輪を開始（全国13場目）[1]。 → 1月9日

- 06日 - 【実施】 競輪では初となる電子周回告知板を、3月24日初日のいわき平FIナイター競輪から導入予定と発表した[20]。同競輪場にて昨年8月15日のGI第60回オールスター競輪で発生した、周回板めくり忘れを受けたもの[21][22]。

- 11日 - 【事象】 久留米競輪場の選手駐車場にて、競走参加中（11日 - 13日）の大久保花梨（福岡・112期、L1）の自家用車から携帯電話が見つかり、「管理秩序違反」で久留米競輪場から即日契約解除され、途中欠場となった。なお、車内にあった携帯電話は既に解約済みで通信機能はなくオーディオプレーヤーとして使用していたものであり[23][24]、通信機能を持った携帯電話は管理に預けられていたという。しかし規約では通信機能の有無を問わず機器自体の敷地内への持ち込みが禁止されている[25][26]ため、大久保はのちに同年4月1日から5月31日にかけての2か月間（自粛期間を含めると3か月間相当）のあっせん停止処分が下された[27]。

- 20日 - 【記録】 原田研太朗（徳島・98期、S1）が、710走目にして通算300勝を達成。登録日から10年以内（7年10か月19日）のため、JKAの表彰対象[28]となった。1994年の規程改正以来、神山雄一郎・吉岡稔真・小嶋敬二・武田豊樹に続く史上5人目[29][30]で、そのうちの吉岡・神山に次ぐ早さであった[31]。

- 23日 - 【記録】 川崎FII2日目・第9Rで、同競輪場における三連単の歴代最高配当343万9350円（8-6-5、498/504人気、的中2票）が出た（従来は2010年3月8日の334万5220円）。全国でも競輪の三連単史上6位の配当となった[12][32]。

- 26日 - 【広報】 JKAと全国競輪施行者協議会が、「2018年度 KEIRIN新CM発表会」を開催。CMキャラクターにオードリー（若林正恭・春日俊彰）の続投を発表。新CM[33]は4月1日から放送[34]。

- 27日 - 【実施】 競輪最高会議にて、「2019年度特別競輪等開催施行者・開催競輪場及び開催日程」が決定[35]。

- 29日 - 【実施】 7車立て12R制（業界初）のFII戦（A級3班チャレンジ戦5個レース＋A級1・2班戦7個レース）を、今年6月と8月に実施することを発表した[36]。

- 31日 - 【終了】 鹿児島県南九州市にあった場外車券売場「サテライト川辺」が閉館[37]。

### 4月
- 17日 - 【実施】 高知競輪場で、ナイター競輪（よさこいナイター500）を、今年8月から開始することを発表した[38]。

- 17日 - 【実施】 松阪競輪場で、ミッドナイト競輪を今年6月から開始（全国14場目）することを発表[39]。 → 6月19日

- 23日 - 【広報】 KEIRIN.JP管轄の、平成30年度特別競輪統一サイト「キン肉マン 超人ケイリン編」[40]がオープン[41]。大会順に、ロビンマスク、バッファローマン、ザ・ニンジャ、ラーメンマン、ジェロニモ、テリーマン、ウォーズマン、ネプチューンマン、アシュラマン（サイトのイベント「超人レース」では代わって主人公のキン肉マン[42]）の、9超人が担当[43]。

- 29日 - 【記録】 南潤（和歌山・111期、S2）が、自身2回目のGIII出場[44]で函館開設記念（GI日本選手権直前のためSS班は不参加）を、デビューから298日で逃げ切り優勝[45][46][47]。4日制記念の最速優勝記録を更新した。なお、従来記録は2016年7月の同地記念（SS班は2名が参加）の新山響平で387日[48][49][50]。

### 5月
- 10日 - 【実施】 日本競輪学校において記録会の成績に応じた報奨金制度を新設すると発表。前日9日入学の第115回（男子）・116回（女子）生徒から適用する[51]。

- 26日 - 【実施】 『ガチ★星』（監督：江口カン）が全国公開。2016年にテレビ西日本で放送された連続ローカルドラマの映画化で、戦力外通告を受けた元プロ野球選手が競輪選手を目指す物語。JKAや日本競輪選手会福岡支部が撮影協力した[52]。

### 6月
- 05日 - 【人事】 俵信之（北海道・53期、A3）の引退セレモニーが、地元・函館競輪場で行われた（選手登録消除は6月18日付）。世界選手権自転車競技大会スプリントでは1986年に銅メダル、翌1987年には金メダルを獲得。GI第43回日本選手権競輪（1990年・平塚）を制覇し、晩年は選手会の北海道支部長も務めた[53]。

- 05日 - 【記録】 大竹慎吾（大分・55期、A1）が、S級への特別昇級をかけた3着権利のレインボーカップA級ファイナルにて2着。52歳11か月23日でのS級特進は最高齢記録[54]。

- 18日 - 【事象】 午前7時58分頃に発生した大阪府北部地震によって、京都向日町競輪場では特別観覧席（3階）の大型窓ガラスが広く数か所割れるなどの被害が生じた。同日以降の松山FI場外発売、翌19日からの本場開催FII「京紫陽花賞」ともに、午前11時頃に[55]中止を決定した[56][57][58]。なお、6月23日より場外発売を再開し[59]、8月6日より本場開催を再開した[60]。

- 19日 - 【実施】 松阪競輪場で、ミッドナイト競輪を開始（全国14場目）[61]。 → 4月17日

- 20日 - 【事象】 武雄FI初日にてS級戦全5Rのうち、第7Rを除いた4競走で落車が発生し、13人が棄権、1人が再乗した。翌2日目は4名の補充を確保して、第7Rを5車立、第8Rを6車立の番組とした[62][63]。

### 7月
- 07日 - 【事象】 平成30年7月豪雨の影響で、7日からの奈良FIIに出場を予定していた福岡の6選手が当日欠場した[64]。

- 09日 - 【人事】 鈴木誠（千葉・55期、S2、53歳）が、現役引退を表明（選手登録消除は7月12日付）。KEIRINグランプリ'91優勝のほかGI優勝3回、特に日本選手権競輪では第42回（1989年）から第67回（2014年）まで連続26回出場（西川親幸とともに史上1位）を成し遂げたほか、地元・松戸で開催された第58回（2005年）では当時の最高齢優勝（39歳）を記録した。同月13日に会見を行い、15日に地元・松戸でのサマーナイトフェスティバルにて引退セレモニーを行った[65][66]。

### 8月
- 05日 - 【記録】 松戸競輪開設68周年記念GIII「燦燦ダイヤモンドカップ争奪戦」が最終日を終え、4日間の総売上は44億3655万1000円（目標は50億円）となった。ナイターGIIIや支援・協賛GIIIを除いた一般の4日制開設記念としては、今年7月の福井記念を下回ってワースト記録を更新した[67]（その後、9月の青森記念が43億5855万1100円を記録[68]）。

- 08日 - 【事象】 日本アンチ・ドーピング機構は、5月に行われた全日本プロ選手権自転車競技大会でのドーピング検査で、伊藤成紀（大阪・90期、S2）から筋肉増強効果がある禁止物質メタンジエノンなどが検出されたことを受けて、同選手を本年7月から4年間の資格停止処分としたことを発表した[69]。なお、伊藤は7月よりレースを欠場し8月9日付であっせん保留の処分が下された[70]が、同年11月より競走に復帰している。

- 13日 - 【事象】 京王閣FIナイター初日、センターカメラが落雷でダウンしたため公正なレースが不可能と判断。第1Rから第5Rを中止とし、2857万5300円が全返還となった[71]。

- 13日 - 【実施】 松戸競輪場、川崎競輪場、伊東温泉競輪場、松山競輪場で、ミッドナイト競輪を2019年1月（松戸）から2月（川崎、伊東温泉、松山）にかけて開始（発表は全国15〜18場目、開催は全国16〜19場目）することを発表[72]。→ 2019年1月7日、2019年2月5日・13日・17日

- 15日 - 【記録】 第61回オールスター競輪（いわき平競輪場）初日のドリームレースで、1着の武田豊樹（茨城・88期、SS）が15億円、6着の浅井康太（三重・90期、SS）が10億円、それぞれ通算取得賞金を突破した[73]。

- 19日 - 【記録】 脇本雄太（福井・94期、S1）が、第61回オールスター競輪で優勝し、GI初制覇。GIレース決勝戦14度目の挑戦での戴冠は、後閑信一と内林久徳の13回を超える、グレード制導入後最多[74]。

- 24日 - 【広報】 「競輪70周年記念事業」として、本年末12月29日 - 31日の小倉ミッドナイトでの競輪70周年記念レースの開催[75]や、選手カードの配布、記念ロゴマーク制定などを発表した[76]。

- 31日 - 【実施】【広報】 ガールズケイリンにおける、特別レースの新設が発表された。男子のルーキーチャンピオンレースに該当するレースで、デビュー2年未満の女子選手のうち選考期間中における競走得点上位7名による一発勝負の新人選手特別レースを実施する。第1回は2019年4月に行われる予定（会場は未定）[77]。また併せて、この新設する特別レースの名称を一般公募することを発表した（応募は9月末日まで受付、10月下旬に発表予定）[78]。 → 10月25日

### 9月
- 06日 - 【事象】 6日に発生した北海道胆振東部地震による電力事情の影響で、函館競輪は9日-11日の本場開催を中止を発表[79]。後に21-23日の開催も中止し[80]、10月から再開した。

- 17日 - 【記録】 金子貴志（愛知・75期、S1）が、第34回共同通信社杯競輪（高知競輪場）第4日目第2レースにおいて1着となり、通算29人目となる通算500勝を達成した[81]。10月1日、豊橋競輪場にて通算500勝達成表彰式が執り行われ、JKAより表彰された[82]。

- 22日 - 【記録】 今年が初参加のマシュー・グレーツァー（オーストラリア、26歳）が松山FIナイター準決勝で1着となり、短期登録選手制度では史上最多となる14連勝を記録。翌日の決勝でも勝利して5場所連続優勝の15連勝に伸ばしたまま、今シーズンを終えた[83]。従来最多の13連勝は、2010年のマシュー・クランプトンと、今年7月20日の大宮FI決勝の別線直接対決でグレーツァー自身が更新阻止したマティエス・ブフリが、記録保持していた[84]。

### 10月
- 05日 - 【実施】 10月18日より兵庫県姫路市にて、大垣市を管理施行者とする競輪場外車券売場「サテライト姫路」を開設することを発表。所在地は兵庫県姫路市飾磨区英賀甲1928-1、収容人員800名以上。開設当日の久留米開設記念（GIII）初日より発売開始[85]。

- 07日 - 【事象】 小倉ミッドナイト（FII）2日目が、停電で中止・順延となった[86]。電気設備のトラブルでバンクの照明が消え、3R発売終了後には復旧したが、再発に備えた措置を選んだ。停電によるミッドナイト競輪の中止は初[87]。その後、購入電力と自家発電電力とを制御する機器のトラブルだったことを発表した[88]。

- 16日 - 【実施】 豊橋競輪場で、ミッドナイト競輪を今年12月から開始（発表は全国19場目、開催は全国15場目）することを発表[89]。→ 12月17日

- 17日 - 【実施】 チャリロト.comがAI競輪予想サービス「AI-win（アイウィン）」を、特設サイト[90]にて無料で提供開始[91]。北海道大学大学院・情報科学研究科の川村秀憲教授らとの共同研究で[92]、AI（人工知能）が過去数年分のレース結果と選手情報を分析。回収率を重視し、「車券の的中確率」×「オッズ」による「期待値」が6以上のレースを厳選（ガールズや競りがあるレースなどは対象外）[93][94][95]。

- 23日 - 【人事】 GI第19回寬仁親王牌・世界選手権記念トーナメント覇者の市田佳寿浩（福井・76期、A1、43歳）が一部スポーツ紙の既報通り[96]、奈良競輪場にて引退発表記者会見を開いた。近年は度重なる怪我によって欠場が相次いでいた[97]（選手登録消除は12月13日付）。

- 24日 - 【事象】 川崎競輪場は日刊スポーツの取材に対し、今後の本場開催・場外発売を通常通り継続するとコメントした。2014-15年のメインスタンド耐震補強工事の際に47か所に設置した制振装置のうち、ごく一部にデータ改ざんされたものがあったことがこのたび判明したが、早急の対応は不要との判断から[98]。

- 25日 - 【広報】 公募していた、2019年4月に第1回を開催予定のガールズケイリンにおける新人選手特別レースについて、レース名称は『ガールズ フレッシュクイーン』と決定した[99]。 → 8月31日

### 11月
- 12日 - 【実施】 KEIRINグランプリ2018における車番決定の方法について、グランプリ前夜祭（12月18日に開催）にて選手自らが希望する車番を選択し決定することが発表された。選考期間中における（1）GI優勝回数の多い者（2）GI優勝回数が同数の場合は獲得賞金額上位の者（3）それ以外は獲得賞金額上位の者、の順で希望する車番を選択して、車番が決められる[100]。

- 14日 - 【実施】 2019年1月4〜7日に開催される立川GIIIより、GIIIにおける概定番組体系を改正することを発表した[101]。現行のGIIIの番組体系について、ファンからの意見として「初日の特別選抜3レースは多すぎる」「特別優秀競走が面白みが欠ける」という声が多く寄せられていたことから、同開催以降の12レース制GIII（昼・ナイター共通）では、（1）初日は特別選抜は1レースのみとしてその他11レースは全て一次予選とする、（2）二日目は特別優秀を廃止し二次予選は【A】4レース・【B】3レースの計7レースとする、ことを大きな柱として番組体系を改正する（三日目・最終日は変更なし）[102]。なお、併せて9レース制GIIIにおいても同様に概定番組が改正される[103]ほか、単発の企画レースであるKEIRIN EVOLUTIONはGIII以外の開催で実施する予定[101]。

### 12月
- 03日（現地時間2日） - 【記録】 小林優香（106期・福岡、L1）が、ドイツ・ベルリンにて開催された、2018-2019ワールドカップ第3戦・ベルリン大会女子ケイリンにおいて決勝3着となり、短距離種目としては日本人女子で史上初となるメダルを獲得（銅メダル）し表彰台に上った[104][105]。

- 12日 - 【人事】 KEIRINグランプリ05覇者の加藤慎平（岐阜・81期、S2、40歳）が、都内の日本競輪選手会本部で会見を開き、現役引退を正式表明した[106]（選手登録消除は12月13日付）。

- 17日 - 【実施】 豊橋競輪場で、ミッドナイト競輪を開始（全国15場目）[107]。 → 10月16日

- 30日 - 【記録】三谷竜生（101期・奈良、SS）が、KEIRINグランプリ2018（静岡）で優勝。このKEIRINグランプリの優勝賞金と合わせて年間賞金獲得額を2億5531万3千円とし、年間賞金獲得額の新記録を達成した（それまでは2002年に山田裕仁が達成した2億4434万8500円）[108]。

## GP
出典：
| レース名             | 場名 | 日程           | 優勝者   |
| -------------------- | ---- | -------------- | -------- |
| KEIRINグランプリ2018 | 静岡 | 12月30日（日） | 三谷竜生 |

## GI
| レース名                                         | 場名     | 日程                           | 優勝者   | 総売上 （ ）内は対前回比 |
| ------------------------------------------------ | -------- | ------------------------------ | -------- | ------------------------ |
| 第33回読売新聞社杯全日本選抜競輪                 | 四日市   | 02月09日（金） 〜 12日（月祝） | 新田祐大 | 083億5901万0100円        |
| 第72回日本選手権競輪                             | 平塚     | 05月01日（火） 〜 06日（日）   | 三谷竜生 | 135億9085万7100円        |
| 第69回高松宮記念杯競輪                           | 岸和田   | 06月14日（木） 〜 17日（日）   | 三谷竜生 | 085億0991万6300円        |
| 平成30年7月豪雨被災地支援 第61回オールスター競輪 | いわき平 | 08月15日（水） 〜 19日（日）   | 脇本雄太 | 114億1552万1000円        |
| 第27回寬仁親王牌・世界選手権記念トーナメント     | 前橋     | 10月05日（金） 〜 08日（月祝） | 脇本雄太 | 076億8340万4900円        |
| 第60回朝日新聞社杯競輪祭                         | 小倉     | 11月20日（火） 〜 25日（日）   | 浅井康太 | 106億5084万1900円        |

## GII
出典：
| レース名                         | 場名 | 日程                           | 優勝者   |
| -------------------------------- | ---- | ------------------------------ | -------- |
| 第02回ウィナーズカップ           | 松山 | 03月18日（日） ～ 21日（水祝） | 武田豊樹 |
| 第14回サマーナイトフェスティバル | 松戸 | 07月14日（土） ～ 16日（月祝） | 渡邉一成 |
| 第34回共同通信社杯競輪           | 高知 | 09月14日（金） ～ 17日（月祝） | 平原康多 |
| ヤンググランプリ2018             | 静岡 | 12月29日（土）                 | 太田竜馬 |

## GIII
出典：
| ※ | 「国際自転車トラック競技支援競輪」 | ★  | 「ナイター開催」                          |
| L | ガールズケイリン組み込み           | 替 | 代替地での開催 （千葉→松戸、熊本→久留米） |

| 最終日の単発レース | 最終日の単発レース | 最終日の単発レース              | 最終日の単発レース            |
| ------------------ | ------------------ | ------------------------------- | ----------------------------- |
| E・7 → #FII        | AF = A級ファイナル | RF = レインボーカップファイナル | I = GK2018 インターナショナル |

|    | 場名   |    |    | 日程                             | 優勝者             |
| -- | ------ | -- | -- | -------------------------------- | ------------------ |
| 28 | 立川   |    | 7  | 01月04日（木） 〜 01月07日（日） | 平原康多           |
| 55 | 和歌山 |    | 7  | 01月11日（木） 〜 01月14日（日） | 東口善朋           |
| 25 | 大宮   |    | 7  | 01月18日（木） 〜 01月21日（日） | 菅田壱道           |
| 47 | 松阪   |    | E  | 01月25日（木） 〜 01月28日（日） | 稲川翔             |
| 71 | 高松   |    | 7  | 02月01日（木） 〜 02月04日（日） | 三谷竜生           |
| 38 | 静岡   |    | E  | 02月17日（土） 〜 02月20日（火） | 古性優作           |
| 53 | 奈良   |    | 7  | 02月22日（木） 〜 02月25日（日） | 三谷竜生           |
| 42 | 名古屋 |    | 7  | 03月01日（木） 〜 03月04日（日） | 吉田敏洋           |
| 61 | 玉野   |    | NC | 03月08日（木） 〜 03月11日（日） | 三谷竜生           |
| 73 | 小松島 | ※  | E  | 03月23日（金） 〜 03月25日（日） | 山田英明           |
| 34 | 川崎   | ★  | 7  | 04月07日（土） 〜 04月10日（火） | 小原太樹           |
| 84 | 武雄   |    | 7  | 04月12日（木） 〜 04月15日（日） | 山田英明           |
| 26 | 西武園 |    | E  | 04月19日（木） 〜 04月22日（日） | 和田圭             |
| 11 | 函館   | ★L | /  | 04月26日（木） 〜 04月29日（日） | 南潤               |
| 27 | 京王閣 |    | E  | 05月12日（土） 〜 05月15日（火） | 平原康多           |
| 42 | 名古屋 |    | 7  | 05月17日（木） 〜 05月20日（日） | 渡邉雄太           |
| 11 | 函館   | ★  | AF | 06月02日（土） 〜 06月05日（火） | 和田健太郎         |
| 23 | 取手   | ※  | I  | 06月07日（木） 〜 06月10日（日） | マティエス・ブフリ |
| 83 | 久留米 |    | RF | 06月23日（土） 〜 06月26日（火） | 浅井康太           |
| 24 | 宇都宮 |    | E  | 06月28日（木） 〜 07月01日（日） | 中川誠一郎         |
| 73 | 小松島 |    | E  | 07月05日（木） 〜 07月08日（日） | 牛山貴広           |
| 51 | 福井   |    | 7  | 07月21日（土） 〜 07月24日（火） | 脇本雄太           |
| 21 | 弥彦   |    | 7  | 07月28日（土） 〜 07月31日（火） | 諸橋愛             |
| 31 | 松戸   |    | E  | 08月02日（木） 〜 08月05日（日） | 中川誠一郎         |
| 34 | 川崎   | ★L | /  | 08月09日（木） 〜 08月12日（日） | 荒井崇博           |
| 36 | 小田原 |    | 7  | 08月25日（土） 〜 08月28日（火） | 郡司浩平           |
| 46 | 富山   |    | 7  | 08月30日（木） 〜 09月02日（日） | 浅井康太           |
| 43 | 岐阜   |    | E  | 09月06日（木） 〜 09月09日（日） | 桑原大志           |
| 54 | 向日町 |    | 7  | 09月22日（土） 〜 09月25日（火） | 藤木裕             |
| 12 | 青森   |    | 7  | 09月27日（木） 〜 09月30日（日） | 山賀雅仁           |
| 32 | 千葉   | 替 | 7  | 10月13日（土） 〜 10月16日（火） | 村上義弘           |
| 87 | 熊本   | 替 | E  | 10月18日（木） 〜 10月21日（日） | 中川誠一郎         |
| 45 | 豊橋   |    | 7  | 10月27日（土） 〜 10月30日（火） | 浅井康太           |
| 63 | 防府   |    | 7  | 11月01日（木） 〜 11月04日（日） | 清水裕友           |
| 23 | 取手   |    | E  | 11月10日（土） 〜 11月13日（火） | 山崎賢人           |
| 48 | 四日市 |    | RF | 12月01日（土） 〜 12月04日（火） | 浅井康太           |
| 62 | 広島   |    | 7  | 12月06日（木） 〜 12月09日（日） | 松浦悠士           |
| 37 | 伊東   |    | AF | 12月13日（木） 〜 12月16日（日） | 渡邉雄太           |
| 85 | 佐世保 |    | E  | 12月21日（金） 〜 12月24日（火） | 五十嵐力           |

## FI
| 場名 | タイトル           | 日程                         | 優勝者 |
| ---- | ------------------ | ---------------------------- | ------ |
| 静岡 | 寺内大吉記念杯競輪 | 12月28日（金） 〜 30日（日） | 岡村潤 |

## FII
KEIRIN EVOLUTION
| 開催場 | 月日                       | 優勝者                 |
| ------ | -------------------------- | ---------------------- |
| 松阪   | 01月28日（日）             | 坂本周輝               |
| 静岡   | 02月20日（火）             | 加賀山淳               |
| 小松島 | 03月23日（金）〜25日（日） | 福島武士               |
| 西武園 | 04月22日（日）             | 荒井崇博               |
| 京王閣 | 05月15日（火）             | サム・ウェブスター     |
| 宇都宮 | 07月01日（日）             | マティエス・ブフリ     |
| 小松島 | 07月08日（日）             | マシュー・グレーツァー |
| 松戸   | 08月05日（日）             | テオ・ボス             |
| 岐阜   | 09月09日（日）             | ジョセフ・トルーマン   |
| 久留米 | 10月21日（日）             | 佐々木豪               |
| 取手   | 11月13日（火）             | 中川誠一郎             |
| 佐世保 | 12月24日（月）             | 池田憲昭               |

S級ブロックセブン
| 開催場 | 月日           | 優勝者     | 地区   |
| ------ | -------------- | ---------- | ------ |
| 立川   | 01月07日（日） | 取鳥雄吾   | 中四国 |
| 和歌山 | 01月14日（日） | 石塚輪太郎 | 近畿   |
| 大宮   | 01月21日（日） | 坂本貴史   | 北日本 |
| 高松   | 02月04日（日） | 稲毛健太   | 近畿   |
| 奈良   | 02月25日（日） | 新山響平   | 北日本 |
| 名古屋 | 03月04日（日） | 鈴木庸之   | 関東   |
| 川崎   | 04月10日（火） | 中川誠一郎 | 九州   |
| 武雄   | 04月15日（日） | 伊勢崎彰大 | 南関東 |
| 名古屋 | 05月20日（日） | 小埜正義   | 南関東 |
| 福井   | 07月24日（火） | 吉本哲郎   | 中四国 |
| 弥彦   | 07月31日（火） | 松岡孔明   | 九州   |
| 小田原 | 08月28日（火） | 鈴木竜士   | 関東   |
| 富山   | 09月02日（日） | 竹内翼     | 中四国 |
| 向日町 | 09月25日（火） | 郡司浩平   | 南関東 |
| 青森   | 09月30日（日） | 伏見俊昭   | 北日本 |
| 松戸   | 10月16日（火） | 牛山貴広   | 関東   |
| 豊橋   | 10月30日（火） | 芦澤大輔   | 関東   |
| 防府   | 11月04日（日） | 北都留翼   | 九州   |
| 広島   | 12月09日（日） | 田中晴基   | 南関東 |

その他
| 場名 | タイトル                               | 日程          | 優勝者   |
| ---- | -------------------------------------- | ------------- | -------- |
| 玉野 | ルーキーチャンピオンレース（NC） 111期 | 3月11日（日） | 南潤     |
| 青森 | スーパープロピストレーサー賞           | 5月27日（日） | 平原康多 |

## GPメンバー・4日制以上のGI決勝進出者（30名）
- a北日本、b関東、c南関東 / D中部、E近畿、F中国、G四国、H九州
- 棄 ＝ 途中棄権、失 ＝ 失格、B ＝ 最終バックストレッチの先頭通過者
- 賞金 ＝ 取得賞金額順位でのGP出場
- * ＝ 本年度のS級S班（残る2名は深谷知広と桑原大志）

| 県  | 期  |            | 400 全日 選 | 400 ダー ビー | 400 高松 宮杯 | 400 オー ル | 335 親王 牌 | 400 競輪 祭 | 400 G P   |
|     |     |            | 捲          | 差            | 差            | 逃          | 捲          | 差          | 差        |
| --- | --- | ---------- | ----------- | ------------- | ------------- | ----------- | ----------- | ----------- | --------- |
| a島 | 090 | 新田祐大*  | 1           | 8             | 丶            | 丶          | 丶          | 丶          | 3 ★       |
| E京 | 073 | 村上義弘   | 2 B         | 2             | 丶            | 失          | 丶          | 丶          | 棄（賞5） |
| E京 | 086 | 村上博幸   | 3           | 4             | 7             | 丶          | 丶          | 丶          | 7 （賞6） |
| H佐 | 089 | 山田英明   | 4           | 丶            | 5             | 丶          | 丶          | 丶          | 丶        |
| E和 | 093 | 椎木尾拓哉 | 5           | 丶            | 丶            | 丶          | 丶          | 丶          | 丶        |
| b埼 | 087 | 平原康多*  | 6           | 丶            | 丶            | 丶          | 3           | 6           | 8 （賞4） |
| G徳 | 098 | 原田研太朗 | 7           | 丶            | 3             | 丶          | 丶          | 丶          | <補欠>    |
| b茨 | 101 | 吉澤純平   | 8           | 丶            | 6             | 丶          | 丶          | 丶          | 丶        |
| E大 | 100 | 古性優作   | 9           | 丶            | 丶            | 6           | 丶          | 丶          | 丶        |
| E奈 | 101 | 三谷竜生*  | 丶          | 1             | 1             | 丶          | 2           | 丶          | 1 ★★      |
| E井 | 094 | 脇本雄太   | 丶          | 3 B           | 2 B           | 1 B         | 1           | 2 B         | 5 B ★★    |
| G香 | 076 | 香川雄介   | 丶          | 5             | 丶            | 丶          | 丶          | 9           | 丶        |
| D三 | 090 | 浅井康太*  | 丶          | 6             | 丶            | 2           | 9           | 1           | 2 ★       |
| c千 | 087 | 和田健太郎 | 丶          | 7             | 丶            | 丶          | 丶          | 丶          | 丶        |
| c千 | 095 | 山中秀将   | 丶          | 9             | 丶            | 丶          | 丶          | 丶          | 丶        |
| a城 | 091 | 菅田壱道   | 丶          | 丶            | 4             | 丶          | 丶          | 5           | 丶        |
| b群 | 092 | 木暮安由   | 丶          | 丶            | 8             | 丶          | 丶          | 丶          | 丶        |
| b茨 | 088 | 武田豊樹*  | 丶          | 丶            | 9             | 丶          | 丶          | 丶          | 6 （賞7） |
| a島 | 088 | 渡邉一成*  | 丶          | 丶            | 丶            | 3           | 4           | 丶          | 丶        |
| H長 | 111 | 山崎賢人   | 丶          | 丶            | 丶            | 4           | 丶          | 丶          | 丶        |
| c千 | 079 | 中村浩士   | 丶          | 丶            | 丶            | 5           | 丶          | 丶          | 丶        |
| D岐 | 099 | 竹内雄作   | 丶          | 丶            | 丶            | 7           | 丶          | 丶          | 丶        |
| D愛 | 075 | 金子貴志   | 丶          | 丶            | 丶            | 8           | 丶          | 丶          | 丶        |
| a島 | 099 | 小松崎大地 | 丶          | 丶            | 丶            | 丶          | 5           | 丶          | 丶        |
| F山 | 105 | 清水裕友   | 丶          | 丶            | 丶            | 丶          | 6 B         | 3           | 4 （賞8） |
| a島 | 078 | 佐藤慎太郎 | 丶          | 丶            | 丶            | 丶          | 7           | 丶          | 丶        |
| F岡 | 088 | 柏野智典   | 丶          | 丶            | 丶            | 丶          | 8           | 丶          | 丶        |
| D三 | 091 | 柴崎淳     | 丶          | 丶            | 丶            | 丶          | 丶          | 4           | 丶        |
| G徳 | 109 | 太田竜馬   | 丶          | 丶            | 丶            | 丶          | 丶          | 7           | 丶        |
| b新 | 079 | 諸橋愛*    | 丶          | 丶            | 丶            | 丶          | 丶          | 8           | 丶        |

## 女子

### ガールズケイリン特別レース
| レース名                                                   | 場名     | 日程     | 優勝者            |
| ---------------------------------------------------------- | -------- | -------- | ----------------- |
| ガールズケイリンコレクション 第1戦                         | 松山     | 03月21日 | 小林優香          |
| ガールズケイリンコレクション 第2戦                         | 平塚     | 05月03日 | 石井貴子（106期） |
| ガールズケイリンフェスティバル                             | 松戸     | 07月16日 | 石井寛子          |
| ガールズケイリンコレクション 第3戦・アルテミス賞レース     | いわき平 | 08月16日 | 長澤彩            |
| ガールズケイリンコレクション 第3戦・ガールズドリームレース | いわき平 | 08月18日 | 児玉碧衣          |
| ガールズグランプリトライアル A組                           | 小倉     | 11月22日 | 児玉碧衣          |
| ガールズグランプリトライアル B組                           | 小倉     | 11月22日 | 梅川風子          |
| オッズパーク杯ガールズグランプリ2018                       | 静岡     | 12月28日 | 児玉碧衣          |

### 女子 その他
| 場名 | タイトル                                | 月日          | 優勝者                 |
| ---- | --------------------------------------- | ------------- | ---------------------- |
| 取手 | ガールズケイリン2018 インターナショナル | 6月10日（日） | ニッキー・デグレンデル |

## 獲得賞金ランキング
- 男子上位30名
- 女子上位20名
- 新人（113期・114期）上位10名 (PDF)

## 死去
- 9月2日 - 伊藤公人（元競輪選手、競輪評論家・埼玉40期）61歳没[114]

- 11月2日 - 齊藤哲也（元競輪選手、競輪評論家・兵庫45期）59歳没[115]